# Luxhaus

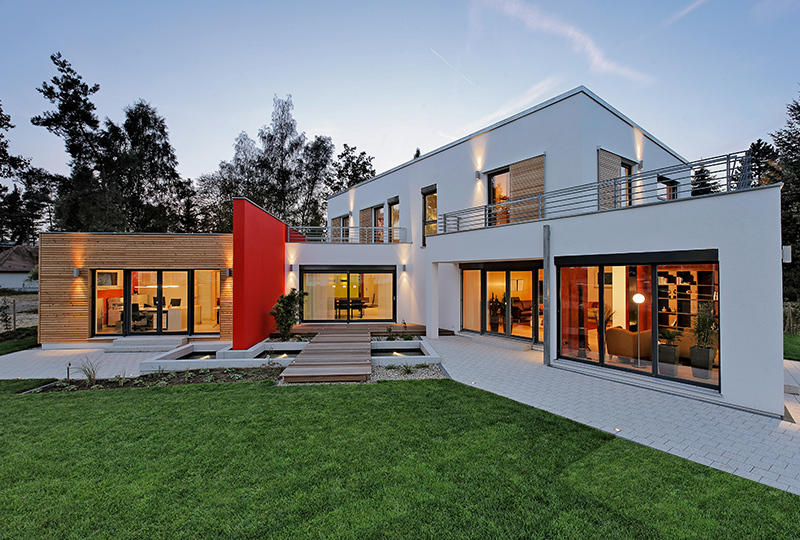
Musterhaus Georgensgmünd

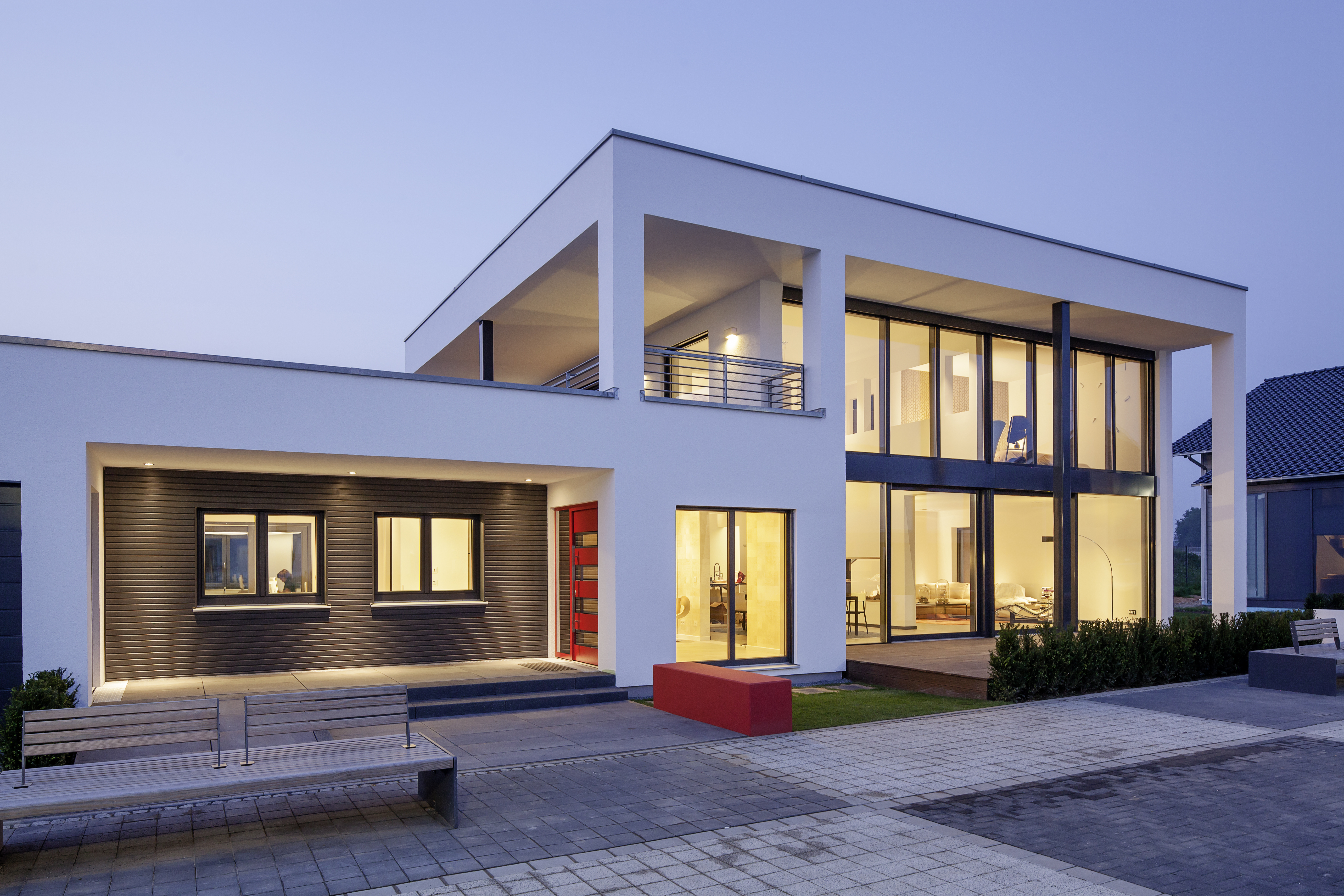
Musterhaus frame in Köln

Luxhaus (Eigenschreibweise LUXHAUS) ist ein mittelständischer inhabergeführter Fertighaushersteller im deutschsprachigen Raum. Der Unternehmenssitz befindet sich im mittelfränkischen Georgensgmünd in Bayern. Das Unternehmen   beschäftigt sich mit der Architektur, der Bauplanung, Bauausführung und Ausstattung von individuellen, energieeffizienten Einfamilienhäusern in diffusionsoffener Holztafelbauweise.

## Unternehmensgruppe
Neben Luxhaus führt der Unternehmer Alexander Lux noch das Unternehmen „O.LUX“ mit Sitz in Roth und ein Elementfertigungswerk mit Sitz in Georgensgmünd, die Aufträge aus dem gewerblichen und öffentlichen Bereich ausführen. Die Unternehmensgruppe  besitzt das Start-up-Unternehmen „bauen.wiewir“ mit Sitz in Roth.
Der Absatz liegt bei rund 120 Häusern pro Jahr.

## Geschichte
1924 gründete Jakob Lux, Großvater des heutigen Firmeninhabers Alexander Lux, ein Sägewerk und einen Holzhandel in seiner Heimatstadt Greding. Nach dem Krieg entwickelte sein Sohn Oswald Lux dieses Unternehmen weiter und baute eine Schreinerei und Zimmerei in Roth auf. 1961 wurde das erste Fertighaus gebaut. Die Beteiligung an der Nordhaus-Fertigbau GmbH erfolgte 1964. 1965 wurde das erste „Nordhaus“ in Vach bei Fürth errichtet, in diesem Jahr entstanden weitere 15 Häuser. Die Produktion wurde in den Folgejahren ausgebaut. Niederlassungen befanden sich in Dirmstein, Ilshofen, Bregenz und Wien. Das Unternehmen hatte 1980 452 Mitarbeiter in allen Niederlassungen.
In den Folgejahren verbesserte Oswald Lux das Fertigungsverfahren und führte das Unternehmen zur industriellen Produktion von Fertighäusern. Bis 1982 war das Unternehmen im Nordhaus-Vertrieb eingebunden. Nach dem Konkurs der ursprünglichen Firma Oswald Lux GmbH wurde 1982 die Firma Luxhaus GmbH als eigenständiges Unternehmen gegründet. Derzeitiger Geschäftsführer ist in dritter Generation Alexander Lux gemeinsam mit Dirk Adam. In vierter Generation ist Alexander Lux’ Tochter Maria Lux in das Familienunternehmen eingetreten. Sie verantwortet die kaufmännische Leitung. 2023 hat ihre Schwester Julia Lux die Leitung des Bereichs Marketing und Kommunikation übernommen. Inzwischen hat sich der Luxhaus Vertrieb auf Standorte in Deutschland, Mallorca und Luxemburg ausgeweitet. Produziert wird nach wie vor ausschließlich im fränkischen Georgensgmünd.

## Entwicklungen
Das Unternehmen entwickelte 2003 in Zusammenarbeit mit dem Fraunhofer-Institut für Holzforschung die Climatic-Wand, die vom Institut für Baubiologie in Rosenheim empfohlen wird. Hierbei handelt es sich um einen mehrschichtigen Wandaufbau in Holztafelbauweise nach DIN 1052. Durch gute Dämmeigenschaften schützt die Climatic-Wand im Inneren des Hauses vor extremen Temperaturen. Gleichzeitig leitet sie aufgrund ihrer diffusionsoffenen Konstruktion überschüssige Feuchtigkeit nach außen und reguliert so das Klima im Haus.
2020 erweiterte Luxhaus die Außenwände und die Decken um eine Installationsebene. Mit dem neu eingeführten Begriff „Luxhaus Konstruktion“ meinen die Entwickler die Kombination der Wand- und Deckenkonstruktion mit intelligenter Haustechnik. Sie soll sicherstellen, dass Installationen auch nach Fertigstellung des Hauses verändert oder neuen Standards angepasst werden können.

## Produkte
Luxhaus bietet Ein- und Zweifamilienhäuser in diffusionsoffener Holztafelbauweise an. Die Bungalows, Stadtvillen, Landhäuser, Doppelhäuser oder Mehrgenerationenhäuser sind frei geplant und entsprechen mindestens dem KfW-Standard 40. Dies wird durch Wärmedämmung, Wärmerückgewinnung und Verbrauchsoptimierung im Gebäude erreicht. Die Häuser sind serienmäßig mit Luft-Wasser-Wärmepumpe und dreifach verglasten Fenstern ausgestattet.
Luxhaus setzt auf den regenerativen Werkstoff Holz. Alle Bauwerke werden in ökologischer Holzrahmenbauweise nach den Maßgaben der DIN 1052 ausgeführt und nur mit konstruktivem Holzschutz nach DIN 68800 bzw. nach EN 350, ohne chemischen Holzschutz ausgeführt. Das Unternehmen engagiert sich in der örtlichen Forst- und Holzwirtschaft. Luxhaus lagert das Holz trocken unter stabilen klimatischen Bedingungen und verarbeitet es naturbelassen.

## Mitgliedschaften
- Bundesverband Deutscher Fertigbau (BDF)[4]
- Qualitätsgemeinschaft Deutscher Fertigbau (QDF)[5]
- Österreichischer Fertighausverband (ÖFV)[6]

## Musterhäuser
Luxhaus unterhält neun Musterhäuser in Deutschland. Die Standorte sind Bad Vilbel, Bamberg, Fellbach, Frechen, Heßdorf, Mannheim, Poing, Regensburg und  Georgensgmünd.

## Belege
1. ↑  Baubiologie Rosenheim: LUX-HAUS – Luxhaus Climatic-Wand. Abgerufen am 28. Juni 2023.
2. ↑  Fertighaus.com: Mehr als eine Wand. Die neue Luxhaus Konstruktion. Abgerufen am 28. Juni 2023.
3. ↑  Baubiologie IBR: LUX-HAUS – Luxhaus Climatic-Wand. Abgerufen am 28. Juni 2023.
4. ↑  https://www.fertigbau.de/mitglieder/fertighaushersteller/l.html
5. ↑  https://www.fertigbau.de/bdf/wer-wir-sind/qualitaetsgemeinschaft/
6. ↑  Archivierte Kopie (Memento des Originals vom 24. Februar 2014 im Internet Archive)  Info: Der Archivlink wurde automatisch eingesetzt und noch nicht geprüft. Bitte prüfe Original- und Archivlink gemäß Anleitung und entferne dann diesen Hinweis.